# Daniel de Montplaisir
Pour les articles homonymes, voir Montplaisir.
Daniel Boudet de Montplaisir, né le 18 août 1955 à Villeneuve-sur-Lot (Lot-et-Garonne), est un haut fonctionnaire, conseiller politique et historien français, spécialiste des Bourbons et du mouvement légitimiste.

## Biographie
Fils de Guy et Simone Boudet, Daniel Boudet de Montplaisir,, est diplômé de l'Institut d'études politiques de Toulouse (promotion 1977).
Il occupe différents postes à l’Assemblée nationale et dans les médias :
il est chargé des dossiers culturels et de communication aux commissions des Finances et des Affaires culturelles puis, secrétaire général d’Antenne 2 de 1986 à 1988, directeur général du Syndicat de la presse quotidienne régionale (SPQR) de 1988 à 1992, conseiller aux cabinets de Nicolas Sarkozy puis d’Édouard Balladur de 1993 à 1995, vice-président de Radio-France de 1995 à 1998, chargé des études fiscales à l’Assemblée nationale de 1999 à 2002, président de la mission gouvernementale pour la télévision numérique terrestre (TNT) de 2003 à 2005 et, enfin, chargé des études économiques à l’Assemblée nationale à partir de 2006.
Depuis 2013, il est en congé spécial de l'Assemblée nationale et vit aujourd'hui à Montréal (Québec).
Il publie régulièrement des tribunes sur le site légitimiste Vexilla Galliae et dans les actes annuels du Centre d'études historiques (institut légitimiste créé en 1994).

## Distinctions
- Chevalier de la Légion d'honneur
- Commandeur de la confrérie de Bontemps du Médoc
- Président d'honneur de l'Académie du veau dans tous ses états (Paris)
- Président-fondateur de l'Académie veau vache cochon couvée (Montréal)
- Compagnon de l'ordre royal de Sainte Jeanne d'Arc
- Membre de l’académie des sciences, des lettres et des arts d’Aquitaine
- Chevalier du Taste-Cidre de l'Aube

## Publications
- La Monarchie, Paris, Le Cavalier bleu, coll. « Idées reçues : Histoire & civilisations », 2003
- Le Comte de Chambord : dernier roi de France, Paris, Perrin, 2008
- Louis XX : Petit-fils du Roi Soleil, Paris, éd. Jacob Duvernet, 2011
- « On l'appelait Louis des Huîtres » dans Les derniers jours des rois, Paris, Perrin, 2014
- Charles X (avec Jean-Paul Clément), Paris, Perrin, 2015
- Louis XX : une autre histoire de France, Paris, Mareuil, 2018
- Quand le lys terrassait la rose, Paris, Mareuil, 2019
- Histoire du Canada : biographie d'une nation, Paris, Perrin, 2019
- Lamartine. Un poète en politique, Paris, Tallandier, 2020
- Quand le lys affrontait les aigles, Paris, Mareuil, 2021
- Les Trois Glorieuses : La révolution de 1830 démystifiée, Paris, Perrin, 2022
- France-Russie. La grande histoire, Paris, Mareuil, 2023
- Charles Joseph Bonaparte, fondateur du FBI, Paris, Perrin, 2023
- Ces nobles qui ont fait la Révolution. Précurseurs, agitateurs, fondateurs, Éditions du Rocher, Monaco, 2024

## Pour approfondir